# Wil van Gogh
Pour les articles homonymes, voir van Gogh.
Willemina Jacoba van Gogh, connue sous le nom de Wil van Gogh (16 mars 1862 - 17 mai 1941) est une pionnière du féminisme aux Pays-Bas.

## Biographie
Wilhelmina Jacoba van Gogh naît le 16 mars 1862 à Groot-Zundert, un village près de Bréda dans l'ouest du Brabant-Septentrional, dans le sud des Pays-Bas. Elle est la fille de Theodorus van Gogh pasteur de l'Église réformée à Groot-Zundert depuis 1849, et d'Anna Cornelia, née Carbentus, fille d'un relieur de la cour du duché de Brabant. Elle a trois frères, Vincent, Theodorus, et Cornelis, et deux sœurs Élisabeth et Anna Van Gogh.
Wil est proche de Vincent qui, d'Arles, de Saint-Rémy ou d'Auvers, lui écrit de longues lettres où il parle longuement de ses problèmes. Son père décède d'un accident vasculaire cérébral alors qu'elle a 23 ans.
Elle émet le souhait de devenir écrivaine et, en 1887, elle envoie à son frère un texte intitulé Les plantes et la pluie. En janvier 1890, Wil part à Paris pour aider la femme de Théo (Johanna Bonger) lors de son premier accouchement. Elle travaille régulièrement comme infirmière, en 1890, par exemple, elle prend soin de Mme Du Quesne à Soesterberg jusqu'à son décès. Élisabeth, sa sœur, épousera le veuf Du Quesne.  

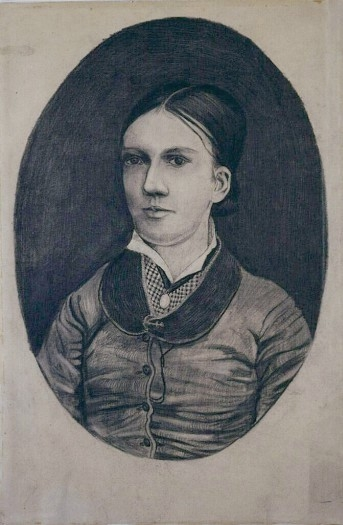
Portrait de Willemina (Vincent van Gogh - juillet 1881)

Après le suicide de Vincent en 1890 et la mort de Théodorus en 1891, Wil prend un emploi dans un hôpital. Elle quitte la maison de sa mère pour s'installer à Nimègue, le 8 février 1893. La même année, elle part pour la Haye, où elle vit près de Margaretha Gallé, membre du Comité d'organisation de l'Exposition nationale du travail des femmes (Nationale Tentoonstelling van Vrouwenarbeid) de 1898. Wil rejoint le comité en 1897. L'exposition est un succès et permet de lever des fonds à hauteur de 20 000 florins, qui servent à établir le Bureau néerlandais du travail des femmes.
Le 4 décembre 1902, elle est diagnostiquée d'une démence précoce, internée puis transférée à la maison Veldwijk, un établissement psychiatrique à Ermelo. Elle y restera trente-huit ans, jusqu'à sa mort le 17 mai 1941. Elle est enterrée dans l'ancien cimetière de Veldwijk à Horsterweg.

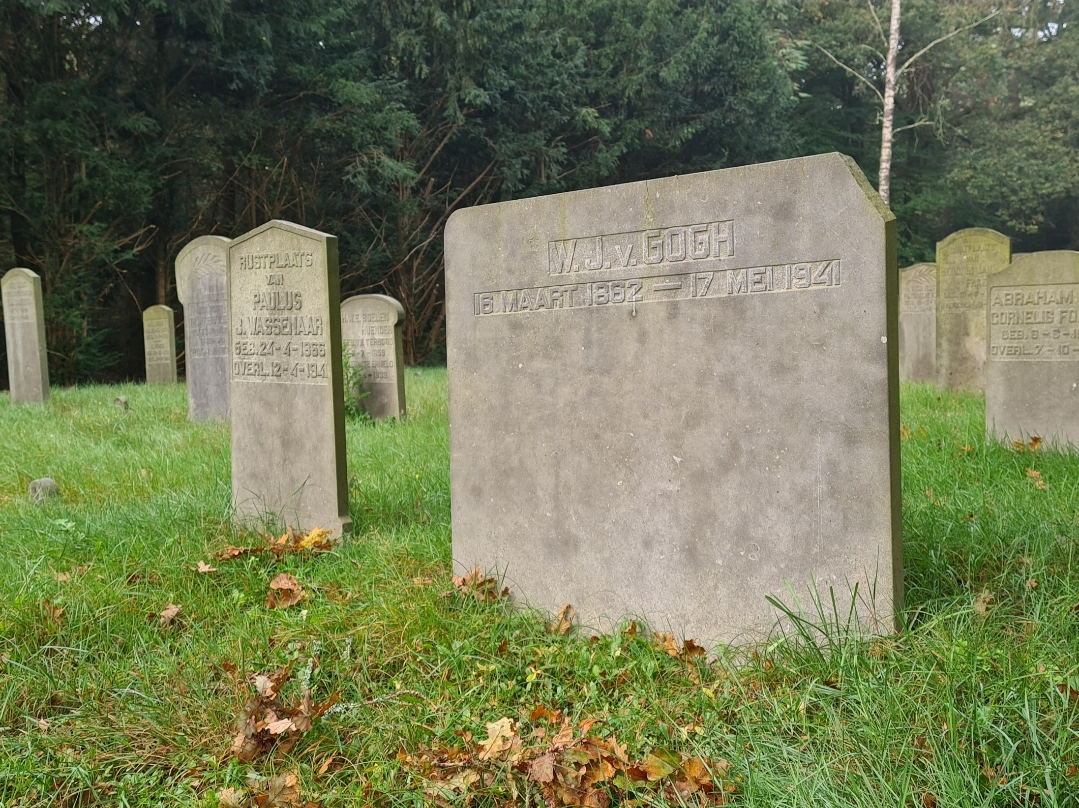
Tombe de Wil van Gogh au cimetière de Veldwijk à Ermelo

Aucune information n'est parvenue jusqu'à aujourd'hui sur l'évènement qui a conduit à cet internement. Dr L. Loftus (université du Missouri) et Dr W. Arnold font l'hypothèse que Wil, comme Vincent, souffrait de porphyrie alors que R. Berger suggère qu'elle n'était pas folle mais a partagé le sort de nombreuses sœurs d'hommes connus à l'époque.